# Rastodens electra
Rastodens electra is een slakkensoort uit de familie van de Rastodentidae. De wetenschappelijke naam van de soort is voor het eerst geldig gepubliceerd in 1915 door Oliver.